# Gaspar de Zúñiga y Acevedo

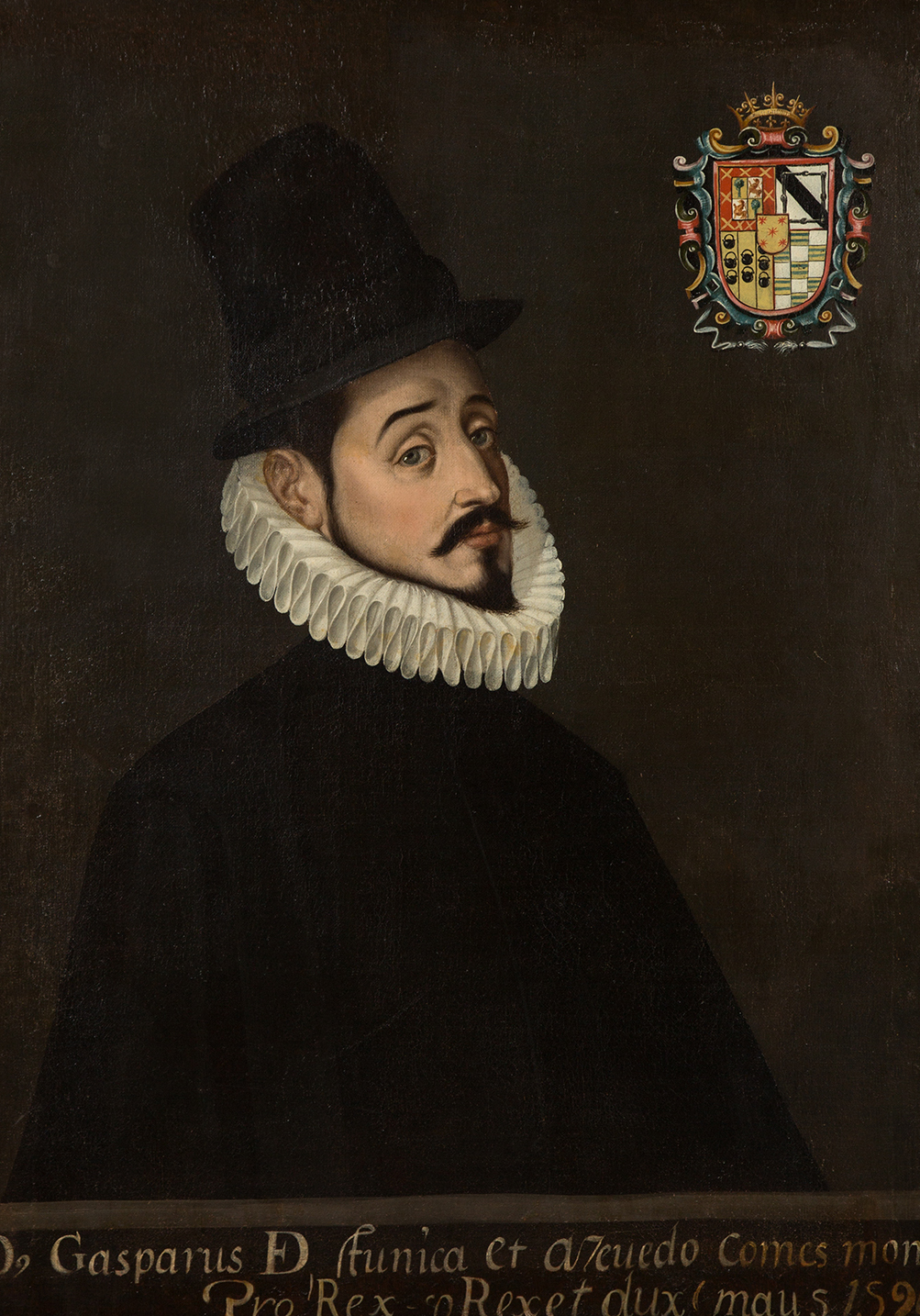
Gaspar de Zuñiga y Acevedo

Gaspar de Zúñiga y Acevedo, 5. Graf von Monterrey (spanisch: Conde de Monterrey) (* um 1560 (nach anderen Quellen: 1540) in Monterrey, Provinz Ourense, Spanien; † 10. Februar 1606 in Lima, Peru) war ein spanischer Offizier, der von 1595 bis 1603 als Vizekönig von Neuspanien und von 1604 bis 1606 als 10. Vizekönig von Peru amtierte.

## Leben

### Herkunft und Karriere in Europa
Er entstammte einer wohlhabenden spanischen Adelsfamilie. 1578 trat er am Hofe König Philipps. II. in die Dienste der spanischen Krone. Mit einer Miliz, die er aus eigener Tasche bezahlte, nahm er am Feldzug in Portugal teil und verteidigte La Coruña gegen den Angriff der Engländer unter Francis Drake.

### Vizekönig von Neuspanien
Im Mai 1595 berief ihn Philipp II. als Vizekönig von Neuspanien. Er erreichte den Hafen von Veracruz im September und gelangte im November 1595 nach Mexiko-Stadt. Dort entsandte er eine Expedition unter Führung von Sebastián Vizcaíno, der die Gewässer in Kalifornien erforschte. Zu Ehren des Vizekönigs benannte dieser die Monterey Bay. Allerdings erschien keiner der untersuchten Häfen vorteilhaft für eine Besiedlung von Mexiko aus. Zuñiga befahl eine weitere Expedition unter Lope de Ulloa y Lemos auf der Suche nach den sagenhaften sieben Goldstädten (spanisch: siete ciudades de Oro). Im Jahr 1600 siedelte er die Stadt Veracruz von ihrem ursprünglichen, sehr ungesunden Standort an einen neuen Standort um, der bis heute besteht.
Der Vizekönig setzte sich dagegen ein, die einheimischen Indianer in die Zwangsarbeit in den Minen und Güter der Spanier einzusetzen.

### Vizekönig von Peru
Nach dem Tod von Philipp II. 1598 folgte Philipp III. auf den Thron. Dieser versetzte Zuñiga mit Urkunde vom Mai 1603 nach Peru, um das dortige Vizekönigreich zu übernehmen. Mit den zeitüblichen Verzögerungen der Nachrichtenübermittlung und Reisen trat er im Dezember 1604 sein Amt in Lima an.
Seine wesentliche Aufgabe 1605 bestand darin, eine Flotte zur Erforschung der Südsee aufzustellen, die im Dezember 1605 unter Pedro Fernández de Quirós in See stach. Zuñiga starb im Amt in Lima im Februar 1606.